# Krzysztof Debich
Krzysztof Mariusz Debich (ur. 15 czerwca 1959 w Bielawie) – polski inżynier, samorządowiec i menedżer, w latach 1993–1998 prezydent Kutna, od 2014 do 2018 starosta kutnowski.

## Życiorys
Jest absolwentem Wydziału Górnictwa Politechniki Wrocławskiej. Ukończył podyplomowe studia gospodarki samorządu terytorialnego w Szkole Głównej Handlowej. Pracował w Łęczyckich Zakładach Górniczych. W 1990 został radnym miasta Kutna. W latach 1990–1993 był zastępcą prezydenta tego miasta, następnie do 1998 piastował stanowisko prezydenta Kutna. Od 1998 zatrudniony w sektorze gospodarczym.
W 2010 został radnym powiatu kutnowskiego (reelekcja w 2014 i 2018). W kadencji 2014–2018 zajmował stanowisko starosty kutnowskiego. W 2019 kandydował do Senatu w okręgu nr 25 z poparciem Koalicji Obywatelskiej (zajął drugie miejsce z poparciem 32,45% głosujących).